# Ryan Richards
Ryan Richards (London, 21. travnja 1991.) britanski je profesionalni košarkaš. Igra na poziciji krilnog centra, a trenutačno je član španjolske momčadi CB Gran Canaria. Izabran je u 2. krugu (49. ukupno) NBA drafta 2010. od strane San Antonio Spursa.

## Vanjske poveznice
- Profil na NBA Draft.net